# Neubrandenbourg
Neubrandenbourg ou Neubrandebourg (littéralement : « Nouveau Brandebourg » ; en allemand : Neubrandenburg [nɔɪ̯ˈbʀandn̩ˌbʊʁk]) est une ville située en Mecklembourg-Poméranie-Occidentale, au nord de Berlin en Allemagne. Elle est le chef-lieu de l'arrondissement du Plateau des lacs mecklembourgeois.
La ville fut fondée en 1248, par le gouverneur de Brandebourg. En 1292, la ville et ses alentours furent assimilés au Mecklembourg.
Neubrandenburg possède toujours ses fortifications médiévales avec quatre portes d'accès, ce qui lui vaut le surnom de « Ville aux quatre portes » (Stadt der vier Tore).
De plus, on trouve dans cette ville de nombreux lieux abandonnés que l'on peut visiter, ce qui contribue à faire son charme.

## Géographie
Situation géographique
La ville se trouve au sud-est du Land de Mecklembourg, en bordure du plateau des lacs du Mecklembourg, au nord du lac de Tollen (Tollensee) qui appartient à l’agglomération et dans la vallée de la Tollensee, Datze et Linde, approximativement à mi-chemin entre Berlin et l’île de Rügen.

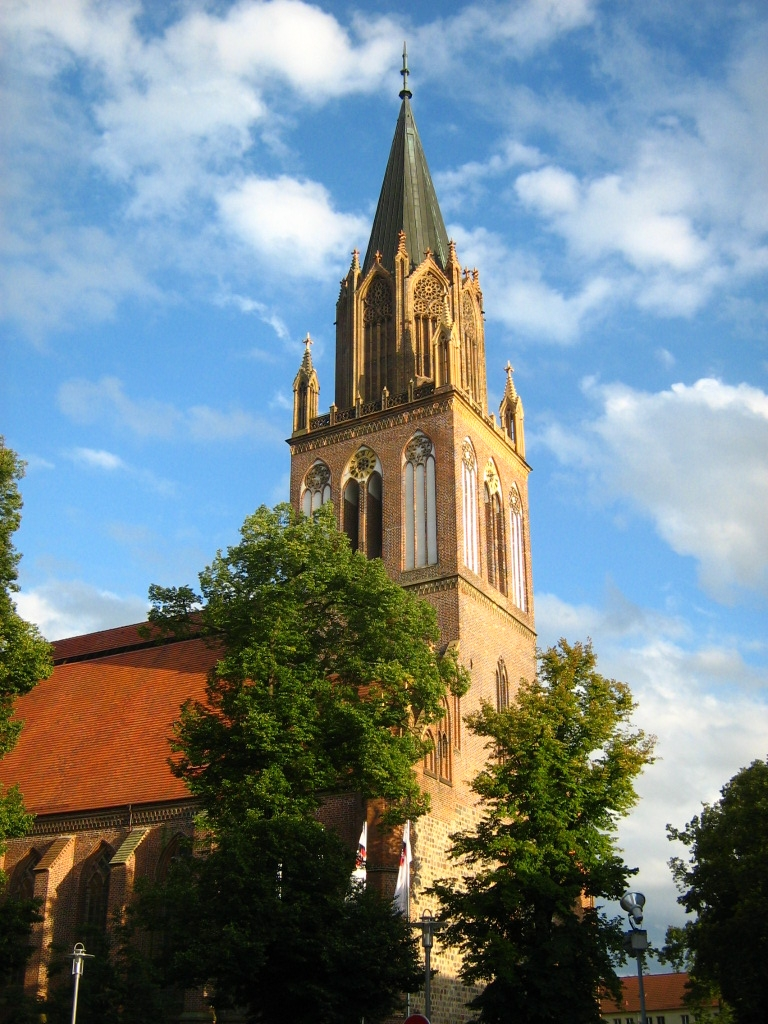
L’église Sainte-Marie (Konzertkirche)

## Histoire
| Appartenances historiques Marche de Brandebourg 1248-1298 Seigneurie de Mecklembourg 1298-1347 Duché de Mecklembourg-Schwerin 1347-1352 Duché de Mecklembourg-Stargard 1352-1471 Duché de Mecklembourg 1471-1480 Duché de Mecklembourg-Güstrow 1480-1483 Duché de Mecklembourg 1483-1520 Duché de Mecklembourg-Güstrow 1520-1610 Duché de Mecklembourg 1610-1621 Duché de Mecklembourg-Güstrow 1621-1695 Duché de Mecklembourg 1695-1701 Duché de Mecklembourg-Strelitz 1701-1815 Grand-duché de Mecklembourg-Strelitz 1815–1871 Empire allemand 1871–1918 République de Weimar 1918–1933 Reich allemand 1933–1945 Allemagne occupée 1945–1949 République démocratique allemande 1949–1990 Allemagne 1990–présent |

La ville est fondée par le margrave Jean Ier de Brandebourg en 1248 autour du couvent franciscain protégé par la dynastie ascanienne. Quand la ville tombe sous les mains des seigneurs de Mecklembourg en 1298, ils continuent à protéger les moines et, à partir de 1347, la ville est incorporée à leur territoire féodal.
Par conséquent, depuis la fin de l’époque médiévale la ville forme, au côté de Güstrow et Parchim, l’un des principaux centres de leur administration.
Après le déclin économique dû à la guerre de Trente Ans, les environs sont peu peuplés. Plus tard le régime et la constitution rigide du XIXe siècle (jusqu’en 1918), contribuent à retarder le développement de l’agglomération. Sa fonction économique se limite principalement à cette époque à un marché qui couvre les besoins élémentaires de la ville même et des villages avoisinants, de sorte que les courants de l’industrialisation, qui marquent le XIXe siècle, ne s’implantent que tardivement, sous forme d’entreprises de traitement de produits agricoles, de fonderies et de construction de machines agricoles qui se vendent dans les environs. Mais ce sont surtout ses marchés équestres et de laine, sur lesquels se base sa réputation.
À partir d'avril 1943, des déportées du camp de concentration de Ravensbrück sont transférées à Neubrandenbourg dans un camp annexe pour servir de main-d'œuvre bon marché à une usine d'aviation.
Après l’occupation des lieux par l’Armée rouge, la ville est vandalisée et dévastée, entraînant la destruction à 80 % du centre historique, peu de jours avant la fin de la Seconde Guerre mondiale. À l'époque de l’ancienne RDA entre 1952 et 1990, elle retrouve son statut de centre administratif et de siège des autorités publiques. Elle est depuis le 4 septembre 2011 le chef-lieu de l'arrondissement du Plateau des lacs mecklembourgeois. Avant cette date, c’était une ville-arrondissement. Sa population est en constante diminution (près de 3 000 habitants de moins entre 2004 et 2010).

## Développement démographique
| 1829  | 1875  | 1880  | 1890  | 1910   | 1933   | 1939   | 1946   | 1950   | 1964   |
| ----- | ----- | ----- | ----- | ------ | ------ | ------ | ------ | ------ | ------ |
| 6 002 | 7 495 | 8 406 | 9 323 | 12 348 | 15 181 | 21 833 | 20 446 | 22 412 | 37 939 |

| 1971   | 1981   | 1989   | 1995   | 2000   | 2005   | 2006   | 2007   | 2008   | 2009   |
| ------ | ------ | ------ | ------ | ------ | ------ | ------ | ------ | ------ | ------ |
| 46 087 | 79 813 | 90 953 | 80 483 | 74 527 | 67 393 | 67 517 | 66 373 | 65 869 | 65 137 |

| 2010   | - | - | - | - | - | - | - | - | - |
| ------ | - | - | - | - | - | - | - | - | - |
| 65 226 | - | - | - | - | - | - | - | - | - |

## Jumelages
La ville de Neubrandenbourg est jumelée avec :
- Collegno (Italie) depuis 1965
- Flensbourg (Allemagne) depuis 1987
- Gladsaxe (Danemark) depuis 1990
- Koszalin (Pologne) depuis 1974
- Nazareth (Israël) depuis 1998
- Nevers (France) depuis 1973
- Petrozavodsk (Russie) depuis 1983
- Villejuif (France) depuis 1966
- Yangzhou (Chine) depuis 1999
- Mladá Boleslav (Tchéquie) depuis 2015
- Razgrad (Bulgarie) depuis 2015

## Transport
Située à environ 150 km de Berlin et distance égale de Schwerin, ainsi que 100 km de Rostock, elle est accessible par l’Autoroute A20 à l’est et les Routes Nationales, passant à proximité du centre-ville, B96 (axe relayant Sassnitz, Stralsund, Berlin et Zittau), B104 (entre Lübeck, Neubrandenburg et Stettin), ainsi que la B192 (de Neubrandenburg à Wismar) et B197 (de Neubrandenburg à Anklam) à l’est.
De même la ville forme un nœud ferroviaire entre les lignes de Berlin à Stralsund et celle de Hambourg à Stettin.
À la sortie nord de la ville, le long de la B96 se trouve un aéroport.

## Formation / Éducation
La ville est le siège de nombreuses institutions d'enseignement secondaire et supérieur.

## Personnalités
- 1791 : Ernst Alban – ophtalmologue et ingénieur mécanicien
- 1956 : Rüdiger Helm, triple champion olympique de kayak
- 1967 : Jana Sorgers, double championne olympique d'aviron
- 1969 : Katrin Krabbe – athlète (sprinteuse)
- 1975 : Anja Dittmer - Triathlète
- 1935 : Sophie Behr - journaliste et femme de lettres
- 1980 : Tim Borowski – Footballeur de l’équipe nationale

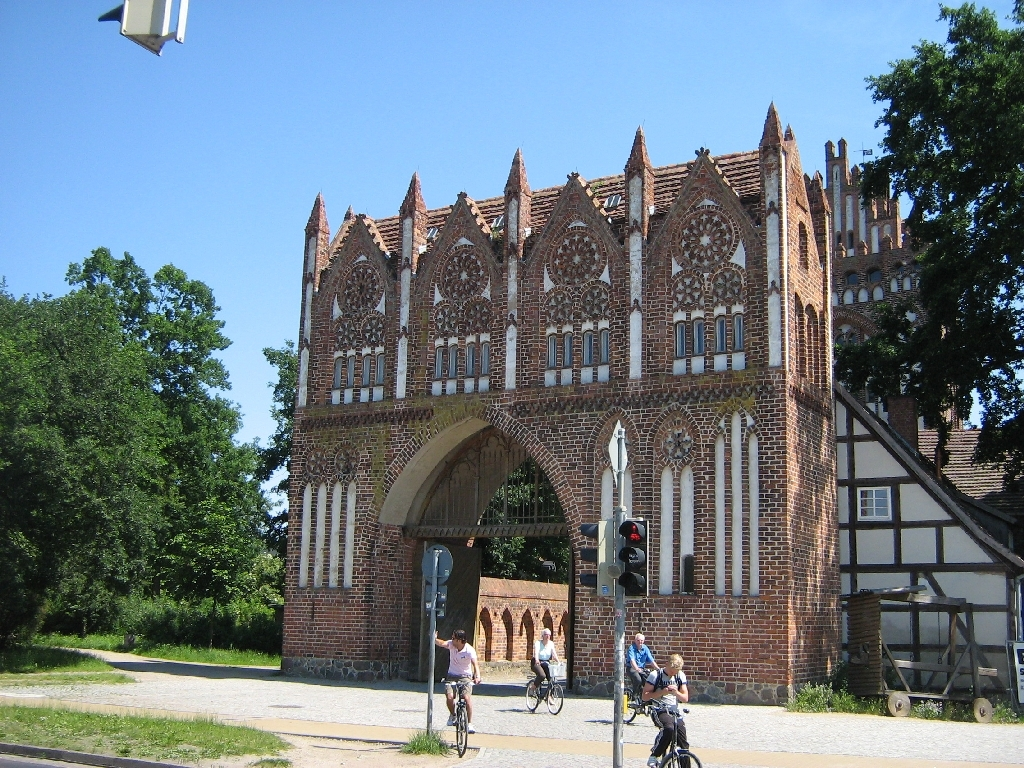
Treptower Tor

## Sites touristiques
Avec son mur d’enceinte et ses quatre portails de briques rouges en style gothique, la ville de Neubrandenburg possède l’une des fortifications médiévales les mieux conservées du XIIIe au XVe siècle. Entourant la ville sur une longueur de 2 300 m et atteignant jusqu’à 7 m de hauteur, quatre portails (Stargarder Tor, Friedländer Tor, Treptower Tor et Neues Tor), 52 abris de garde et une tour pour prisonniers (Fangelturm) sont incorporés à sa structure.
Les monuments les plus remarquables sont
- l’église paroissiale principale (Hauptpfarrkirche) érigée en 1298 et dédiée à la Vierge Marie, qui, après sa destruction lors de la Seconde Guerre mondiale, a été réédifiée en 1970 pour accueillir des concerts, et demeure une des meilleures offres musicales,
- l'ancien couvent franciscain avec son église, Saint-Jean,
- le musée régional, dont la fondation remonte à 1872, et, par conséquent, connaît l’une des plus longues traditions de ce genre dans le land de Mecklembourg-Poméranie-Occidentale,
- l'ancien Moulin aux quatre roues (de) est reconverti en centre pluriculturel et gastronomique.

## Sites d’intérêt public des environs
- Château médiéval de Stargard
- Suisse du Mecklembourg (Mecklenburgische Schweiz) avec ses remarquables châteaux seigneuriaux
- Feldberger Seenlandschaft (paysage caractérisé par ses lacs)
- Hohenzieritz, lieu de décès de la reine Louise de Prusse
- Ville de Neustrelitz, d’architecture baroque avec parc et château
- Ville de Rheinsberg avec la manufacture de porcelaine et l'ensemble du château royal
- Centre vacancier de Waren, le long du Müritz
- Arrondissement du Plateau des lacs mecklembourgeois, Plateau des lacs mecklembourgeois
- Lac de Kummerow, Kölpinsee (Mecklenburg), Lac de Tollense, etc
- Haus der Kultur und Bildung ou Kulturfinger, gratte-ciel construit à l'époque de la RDA.

## Structure de la ville et quartiers
- Centre-ville et quartier Jahn
- Territoire ouest avec Broda et Weitin
- Quartier des oiseaux
- Quartier de l’hippodrome
- Quartier du Datze avec la montagne Datze
- Quartier industriel avec la banlieue d’Ihlenfeld et Monckeshof
- Territoire est avec Carlshöhe, Fritscheshof et Küssow
- Quartier de la Sainte Catherine
- Territoire sud avec Fünfeichen
- Quartier de Lindenberg avec Lindenberg et Tannenkrug

## Autres
- Le Kloster Broda (de) (1170), prémontré, sécularisé en 1551, subsiste comme ensemble de ruines.
- Dans la nuit du 31 mai au 1er juin 1933, un premier autodafé se déroule sur la place du marché : autodafés de 1933 en Allemagne.
- La synagogue brûle dès 1938. Le cimetière juif rasé est transformé en lotissement.
- Alt Rehse accueille de 1935 à 1943 l'École d'Administration de l'Association médicale allemande (de).
- Le Stalag II-A ou Stammlager Neubrandenburg/Fünfeichen est reconverti en camp soviétique Speziallager Nr. 9 Fünfeichen (de) (1945-1949).
- Le Torpedoversuchsanstalt Neubrandenburg (de) (TVA), d'Eckernförde, a fabriqué pendant la seconde guerre mondiale des torpilles, pour Eckernförde, avec ses installations de prisonniers.
- Le Palais Neubrandenburg (de) a brûlé en 1945 dans les derniers jours de la guerre, avec une partie des collections.
- Le vieil hôtel de ville (de) (1747-1945) a été remplacé par un bâtiment administratif public moderne vers 1950.

## Économie
Du point de vue de la structure économique, la ville fait partie d’une des régions les moins performantes de l’Allemagne. Par conséquent le taux de chômage (10-12 %) dépasse la moyenne nationale et il en est des mêmes pour l’émigration de sa population vers des contrées plus prospères.